# Die Tat
Die Tat est un mensuel politique et culturel allemand fondé en 1909, qui est édité jusqu'en 1938 par la maison d'édition Diederichs Verlag à Iéna.

## Die Tat, organe humaniste (1909-1912)
Le journal est fondé en avril 1909 par l'écrivain Ernst Horneffer et son frère August. Dirigeant à cette époque un cercle religieux humaniste, Hornoffer met le journal au service de ses visions philosophiques ce qui se remarque déjà dans son sous-titre Chemin vers une humanité libre. Le contenu est consacré dans sa première phase aux thèmes avant tout culturels et littéraires. Horneffer formule ainsi le but programmatique du journal : « rétablir dans notre culture, l'unité du contenu de la forme, du caractère intérieur et de l'expression extérieure. »
Collaborent au journal notamment le philosophe de Bonn Johannes Verweyen, le poète Ernst Schnabel, l'historien de la littérature Samuel Lublinski et Karl Hoffmann. Le succès éditorial du journal est minime. Organe d'un cercle humaniste, et non journal de culture politique, il n'intéresse guère plus d'un millier d'abonnés.

## Pour une réforme de la vie (1912-1918)
En octobre 1912, l'éditeur de Iéna Eugen Diederichs prend la tête de la publication et réoriente son contenu, changeant par la même le sous-titre Mensuel social-religieux. Il formule ainsi l'objectif : « faire de Die Tat un journal culturel émergeant de ses fondements jusqu'alors religieux et éthique ». Peu après le sous-titre est élargi en  Mensuel social-religieux pour la culture allemande. La conception de Horneffer, d'une publication franc-maçonne, ne peut s'accorder avec l'idée de Diederichs d'un journal offrant un podium pour les auteurs de sa maison d'édition mais aussi pour de nouvelles idées sur le peuple et l'État. En conséquence, Horneffer quitte le journal en avril 1916. Le même mois, Diederichs devient l'unique éditeur. Le journal s'intitulera désormais Die Tat, mensuel pour l'avenir de la culture allemande. L'objectif est de créer au moyen de ce mensuel un forum pour la culture de l'avenir.
Sous l'influence de l'idéalisme allemand et un approfondissement du sentiment national d'après les idéaux de Paul Lagarde, Eugène Diederichs oriente la revue pendant la décennie suivante et en fait un forum pour ses idées personnelles concernant le caractère national sur une base religieuse, un État populaire allemand, une mystique nationale et un anti-libéralisme radical. Die Tat ne devient cependant pas un journal « völkisch » à la manière des groupes völkisch primitifs de l'époque de Weimar mais se revendique plus exigeant, plus ésotérique et plus cultivé. Kurt Sontheimer lui insuffle des nuances antilibérales, anti-humanitaire, anti-civilisationnelles et anti-occidentales.

## Formation bourgeoise (1918-1929)
Après la Première Guerre mondiale, la publication affiche clairement ne pas avoir de programme et met son accent sur les thèmes de la formation, de la religion et du peuple. À la fin de 1927, la revue traverse une grave crise qui se manifeste par la chute du nombre d'abonnés. Diederichs est de plus en plus critiqué et les jeunes lecteurs qu'il voudrait séduire exigent des buts concrets et non des idées directrices abstraites.
En 1928, la rédaction est confiée au germaniste Adam Kuckhoff en qui il croit avoir trouvé l'homme qui lui amènera la jeune génération. Kuckhoff, soutenu par le théologien Heinrich Gedzeny, entreprend pourtant un cours contre le « romantiscisme » qui ne correspond plus aux projets de Diederichs. Leur collaboration ne fera pas long feu. Cependant la présentation sera modernisé dans le style « Nouvelle Objectivité » (Neue Sachlichkeit) et le sous-titre transformé en Mensuel pour la formation d'une nouvelle réalité.

## L'époque jeune-conservateur (1929-1934)
En septembre 1929, Hans Zehrer prend la direction du journal et fonde avec Ernst Wilhelm Eschmann, Ferdinand Fried, Giselher Wirsing un organe très influent pour les jeunes conservateurs : le "Tat-Kreis" (le "Cercle du Tat").
Le nombre d'abonnements explose et avec presque 30 000 exemplaires il atteint à cette époque presque le double de celui de l'hebdomadaire radical démocrate Die Weltbühne.
Les objectifs du "Tat-Kreis" constituent à l’époque un assemblage unique de positions de droite et de gauche : la critique du capitalisme se lie à un appel à l’autarcie nationale et à la demande pressante d’une nouvelle élite.
Dans le public, le journal est l'objet de toutes les attentions. Siegfried Kracauer observe en 1931 :
« Le journal Die Tat jouit aujourd'hui d'une forte audience parmi les intellectuels des couches moyennes. Cela s'explique non seulement parce que le Tat-Kreis prend parti délibérément pour les intérêts pratiques et idéologiques de cette couche sociale mais aussi par sa manière de combattre elle-même. Elle est d'une forme à laquelle les intelligences allemandes n'étaient pas habituées. »
Le Berliner Tageblatt affirme la même année la proximité de pensée entre le Tat-Kreis et les mouvements de pensée nationaux et anticapitalistes du groupe Strasser. Ebbo Demant (de) résume plus tard dans son étude du Tat-Kreis que le Taggeblatt en arriva bientôt « à jeter l'anathème sur la phraséologie creuse du Tatkreis », à le classer en tant que « garde rapprochée littéraire du national-socialisme » et ses membres « comme des nazis policés ou des nazis de salon. » 
L'écrivain Carl von Ossietzky  propose en novembre 1932 dans Die Weltbühne l'analyse suivante du Tat-Kreis :
« À côté d'Otto Strasser et d'Ernst Jünger, le cercle des collaborateurs du Tat représente aujourd'hui de la façon la plus précise la confusion des bourgeois libéraux qui hurlent à pleine voix devant la menace de l'effondrement économique du monde et avec des gestes extatiques se jettent dans les bras de la droite radicale. »
En octobre 1933 Zehrer sera destitué de son poste, et Giselher Wirsing, mis en place entre-temps par la SS, fera couler la revue par manque de signification. Elle cesse définitivement de paraître en 1944.